# Wolfgang Dauner

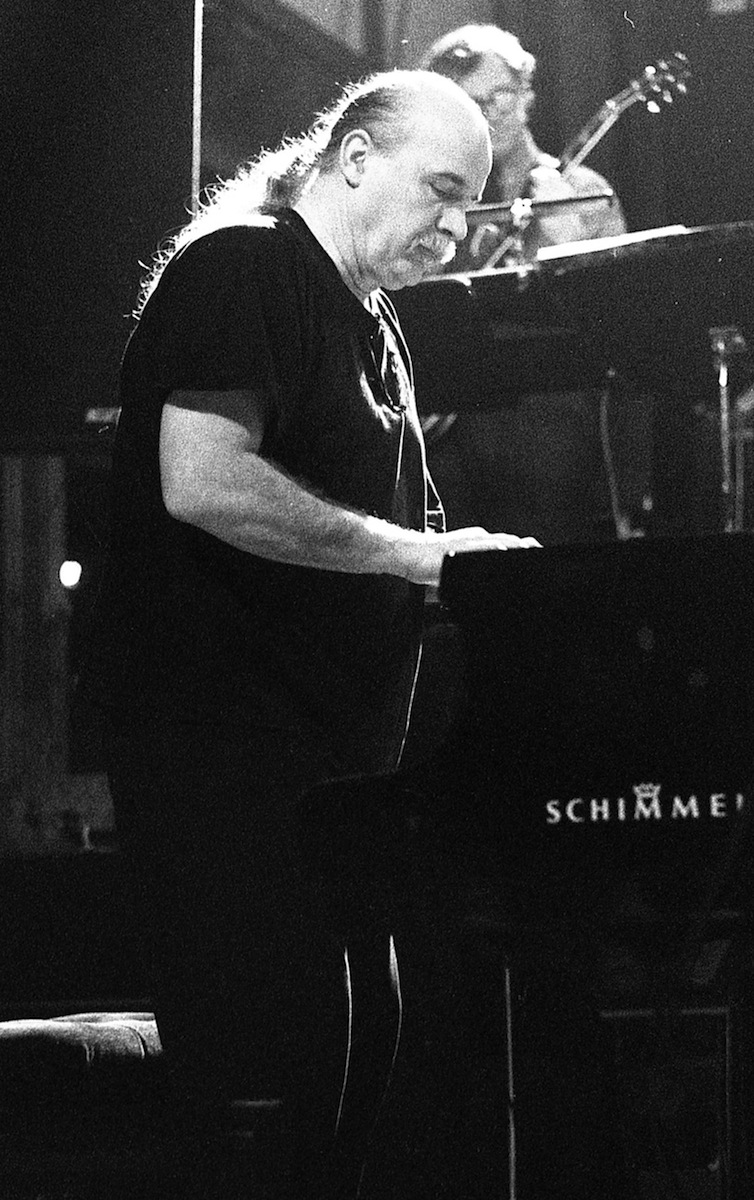
Wolfgang Dauner mit dem United Jazz and Rock Ensemble, November 1992

Wolfgang Dauner (* 30. Dezember 1935 in Stuttgart; † 10. Januar 2020 ebenda) war ein deutscher Jazzpianist, Keyboarder und Filmkomponist.

## Leben
Wolfgang Dauner hatte bereits als Kind Klavierunterricht und erlernte auch früh das Trompetenspiel. Als Jazzmusiker war er weitgehend Autodidakt. Er absolvierte eine Lehre als Maschinenschlosser. Seine ersten musikalischen Engagements hatte er als Trompeter bei Bädertourneen von Marika Rökk, Zarah Leander und Lale Andersen. 1958 studierte er kurzzeitig Trompete und Komposition an der Musikhochschule Stuttgart. In den 1960ern war Dauner, inzwischen am Klavier, Begleiter wichtiger nordamerikanischer Jazzmusiker (z. B. Benny Bailey, Leo Wright oder Robin Kenyatta).
Nach Aufnahmen bei Joki Freund und in einem Studio-Trio mit unter anderem Kurt Bong gründete er 1963 mit dem Bassisten Eberhard Weber und dem Schlagzeuger Fred Braceful das Wolfgang Dauner Trio. Dauner war damit in europäischen Polls unter den Dauersiegern und bei allen wichtigen Festivals präsent.
Außer durch musikalische Qualität beeindruckte Dauner sein Publikum z. T. auch mit bizarren Happenings. So spielte Schlagzeuger Braceful während eines der Konzerte nackt oder ließ Dauner am Ende einer Persiflage auf zeitgenössische Musik einen Flügel anzünden. Aus dem Trio entstand 1970 unterstützt durch den Gitarristen Siegfried Schwab die Wolfgang Dauner Group und 1971 die Band Et Cetera, in der die Musiker – Dauner auch auf dem Moog-Synthesizer – die Übergänge zwischen freiem und Rockjazz erkundeten. Für die LP Knirsch von 1972 wirkten Larry Coryell und Jon Hiseman bei Et Cetera mit.
1969 wurde Dauner für 15 Jahre Leiter der Radio Jazz Group Stuttgart, die unter anderem mit Terje Rypdal, Zbigniew Seifert, Jean-Luc Ponty oder Chick Corea Rundfunkaufnahmen produzierte. Seit den 1970ern arbeitete er auch an Kinder- und Jugendsendungen für das Fernsehen, wie der Sendung mit der Maus, Päng und 1974 der Serie Glotzmusik, „eine wunderbar witzige und poetische Einführung in die Musik, die ihm den Titel eines ‚Mozarts der Kindermusik‘ eingetragen hat“ (Zitat jazzpages). Er komponierte außerdem für zahlreiche weitere Film-, Fernseh- und Hörspielproduktionen.
Ab 1969 zählte Dauner zu den German All Stars, die Jazz aus Deutschland vor allem auf internationalen Bühnen präsentierten. Neben ihm wirkten dabei u. a. Albert Mangelsdorff, Emil Mangelsdorff, Gerd Dudek, Günter Lenz, Heinz Sauer, Manfred Schoof, Rolf Kühn und andere Musiker mit. Aus den Reihen der All Stars und von Dauners bisherigen Formationen entstand eine Reihe von weiteren Formationen.
1975 gründete Dauner, aus seiner Tätigkeit für das Fernsehen heraus, mit anderen europäischen Jazzmusikern wie Barbara Thompson, Ian Carr, Jon Hiseman, Volker Kriegel, Albert Mangelsdorff, Charlie Mariano, Ack van Rooyen und Eberhard Weber das United Jazz and Rock Ensemble. Zu seinen weiteren Formationen zählte die All-Star-Gruppe German Jazz Masters, in weiteren Projekten trat er mit weiteren Jazzgrößen wie Charly Antolini, Joki Freund oder Pierre Cavalli auf.
Dauner gilt als „Entdecker“ der Musikerin und Sängerin Anne Haigis. Im Jahr 1981 produzierte er Haigis’ von der Kritik sehr gelobtes Debütalbum For here where the life is; die beiden waren in den frühen 1980er Jahren auch privat ein Paar. Auf ihrer 1997 erschienenen Platte Dancing in the fire widmete Anne Haigis der Beziehung mit Dauner das Stück Um Dich doch zu bewahrn (geschrieben von Diether Dehm und Edo Zanki).
Seit 1986 war Dauner wiederholt Produzent und musikalischer Leiter bei Konstantin Wecker. Gemeinsam mit Albert Mangelsdorff war er im künstlerischen Beirat der Union Deutscher Jazzmusiker.
Dauner war verheiratet mit der Kostümbildnerin Randi Bubat, die auch seine Managerin war.
Sein Sohn Florian Dauner war als Schlagzeuger erstmals 1987 gemeinsam mit dem Vater auf einem Album des United Jazz and Rock Ensembles zu hören. Er zählt seit 1993 zur Liveband der Fantastischen Vier. 2014 und 2016 veröffentlichten Vater und Sohn gemeinsame Alben.

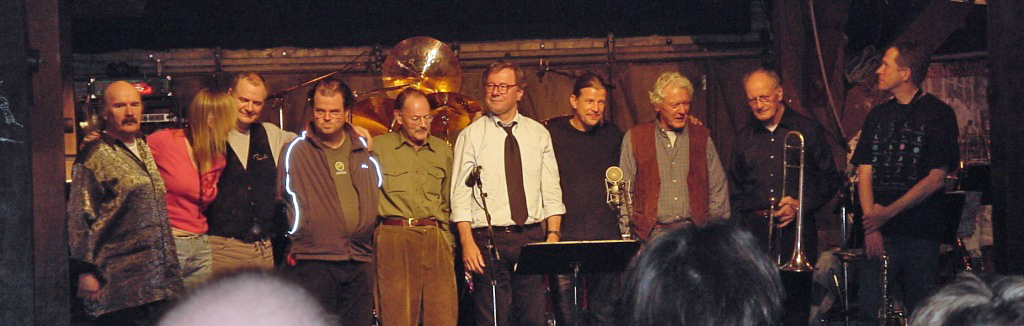
Dauner mit dem United Jazz + Rock Ensemble (2002)

## Werk
Dauner galt als kreativer Keyboarder und Komponist, der grenzüberschreitend tätig war. Bei ihm gab es keine Trennung zwischen E- und U-Musik, zwischen neuer und alter Welt. Zu seinen Einflüssen zählten Bill Evans, Lennie Tristano, John Coltrane und Sonny Rollins.
Während seine frühen Aufnahmen mit dem Wolfgang Dauner Trio noch in der Tradition der klassischen Klaviertrios stehen, öffnete er sich gegen Ende der 1960er Jahre für Einflüsse aus Fusion und Progressive Rock, was die gitarrenlastigen Alben von Et Cetera und weiteren Projekten jener Zeit eindrücklich belegen. Gleichzeitig erweiterte er sein Spektrum um sinfonische Dichtungen. 1968 entstand sein „Psalmus Spei“ für Kirchenchor und Jazz-Ensemble. Seine Jazz-Oper „Der Urschrei“ (für Sinfonieorchester, Sopran, Jazz Quartett und Quadrophonie) wurde 1976 auf dem Berliner Jazzfestival uraufgeführt. „When in Trouble Travel“, eine sinfonische Dichtung für Orchester und Solisten entstand 1992. Seit den 1980er Jahren widmete sich Dauner außerdem verstärkt Solokompositionen für Klavier.
Dauner hat für viele Fernsehproduktionen Filmmusik geschrieben; als herausragende Produktionen gelten die Neuvertonung von Friedrich Murnaus „Faust“ sowie die Musiken zu Eugène Ionescos „La Vase“ und Harold Pinters „Romeo und Julia“.

## Preise und Auszeichnungen
Dauner erhielt 1979 den Großen Deutschen Schallplattenpreis für sein Soloalbum „Changes“. 1997 wurde ihm die Verdienstmedaille des Landes Baden-Württemberg verliehen, 2005 das Bundesverdienstkreuz 1. Klasse. Er wurde 2003 mit der „German Jazz Trophy – A Life for Jazz“ geehrt, 2005 mit der Bürgermedaille der Stadt Stuttgart. 2016 wurde Dauner als einer „der vielseitigsten Jazzpianisten und -keyboarder unserer Zeit“ mit einem Sonderpreis des Jazzpreis Baden-Württemberg für sein Lebenswerk und einem Preisträgerkonzert in Stuttgart geehrt. Ebenfalls 2016 bekam er die Staufermedaille des Landes Baden-Württemberg verliehen.

## Nachlass
Auf Betreiben von Dauners Witwe und des Jazz Open-Initiators Jürgen Schlensog erwarb die Württembergische Landesbibliothek 2024 den Nachlass Dauners, bestehend aus Notenmaterial, Ton- und Bildtonträger, Dauners Tonstudio, seine Handbibliothek, Bildkunstwerke, verschiedene Dokumente und Memorabilia.
Seine Notenhandschriften enthalten nicht nur vollständige Kompositionen, sondern auch Entwürfe und Skizzen. Hinzu kommen graphische Partituren, die teilweise eher in den Bereich der Bildkunst einzuordnen sind. Unter den Tonträgern befinden sich etwa 800 Tonbänder, 150 VHS-Kassetten, mehrere Hundert Atari-Disketten, über 2000 CDs und knapp 100 Schallplatten, darunter Aufzeichnungen von Auftritten Dauners, verschiedene Einspielungen unter anderem des United Jazz + Rock Ensembles sowie Aufnahmen aus Rundfunk- und Fernsehstudios und auch aus der Stuttgarter Zuckerfabrik.
Das Tonstudio umfasst mehrere Keyboards, darunter einen Bösendorfer Flügel, verschiedene Abspielgeräte für Musiktonträger, Computer mehrerer Generationen sowie Synthesizer. Dabei sollen die Geräte aber auch die Speichermedien fachgerecht archiviert und möglichst auch spielbar gehalten werden.
Darüber hinaus enthält der Nachlass verschiedene Zeichnungen von Dauners Hand, aber ebenso Kunstwerke anderer Musiker wie Volker Kriegel, Joan Baez oder Dieter Süverkrüp und ebenso die Unterlagen des Labels Mood Records.

## Wolfgang Dauner Award
2025 wurde der Wolfgang Dauner Award ins Leben gerufen; die Verleihung wird jährlich im Rahmen der Jazzopen stattfinden. Erstmals wurde der Preis am 6. Juli 2025 an den Musiker Shai Maestro verliehen.

## Diskografie (Auszug)
- 1964 Dream Talk (CBS, mit Eberhard Weber und Fred Braceful)
- 1967 Free Action (MPS), mit Weber, Braceful, Jean-Luc Ponty (viol), Gerd Dudek (ts), Jürgen Karg (ce) und Mani Neumaier (dr)
- 1969 Rischkas Soul (Global Records; wiederveröffentlicht 1974 als This Is Wolfgang Dauner auf Brain, mit Sigi Schwab, Eberhard Weber, Fred Braceful, Roland Wittich)
- 1970 Output (ECM, mit Eberhard Weber und Fred Braceful)
- 1970 Et Cetera – Et Cetera (Global Records, mit Sigi Schwab, Eberhard Weber, Fred Braceful, Roland Wittich)
- 1970 MUSIC ZOUNDS – MPS-15270 – w.dauner/piano + e.weber/bass + r.wittich/drums [RECORDED VILLINGEN FEBR-1970].
- 1972 Et Cetera – Knirsch (MPS/BASF) – mit Larry Coryell + Günter Lenz + Jon Hiseman + Fred Braceful + Richard Ketteler
- 1973 Et Cetera – Live (MPS, mit Jürgen Schmidt-Oehm (viol, fl), Matthias Thurow (b), Fred Bracefull, Lala Kovacev)
- 1974 Hans Koller/Wolfgang Dauner Kunstkopfindianer (MPS), mit Zbigniew Seifert, Adelhard Roidinger, Janusz Stefański
- 1976 Free Sound and Super Brass (mit Hans Koller)
- 1978 Changes (Mood, solo)
- 1983 Two is Company (mit Albert Mangelsdorff)
- 1984 Solo Piano (Mood)
- 1988 Zeitläufe (Mood, solo)
- 1989 Jazz für Streichquartett (mit Modern String Quartet)
- 1994 Solo Piano 2 (solo)
- 2010 Tribute to the Past (solo)
- 2014 Dauner//Dauner (Connector Records, mit Florian Dauner)

## Film/Videoalben
- Dauner Forever! Wolfgang Dauner Jazzmusiker & Komponist, 2010, 52 Min., ein Film von Jean Christophe Blavier, Produktion: moving-angel GmbH, in Zusammenarbeit mit der SWR Erstausstrahlung: 28. Dezember 2010